# Thomas Kroth
Thomas Kroth (født 26. august 1959 i Erlenbach am Main, Vesttyskland) er en tysk tidligere fodboldspiller (midtbane).
Kroth tilbragte hele sin karriere i hjemlandet, hvor han blandt andet var tilknyttet FC Köln, Hamburger SV og Borussia Dortmund. Han var med til at vinde den tyske pokalturnering med alle tre klubber.
Kroth nåede at spille én kamp for det vesttyske landshold, en venskabskamp mod Ungarn 29. januar 1985. Han spillede også 13 kampe for landets U/21-landshold.

## Titler
DFB-Pokal
- 1983 med FC Köln
- 1987 med Hamburger SV
- 1989 med Borussia Dortmund